# الكهرباء (حارة)

تعديل مصدري - تعديل

الكهرباء هي إحدى حارات حي الظهار بمدينة إب اليمنية، بلغ تعداد سكانها 798 نسمة حسب تعداد اليمن لعام 2004.